# Thomas Delaney
Thomas Joseph Delaney (Frederiksberg, 1991. szeptember 3. –) dán válogatott labdarúgó, a német Hoffenheim középpályása kölcsönben a spanyol Sevilla csapatától.

## Statisztikái

### Klubcsapatokban
Legutóbb frissítve:2019. május 18-án
| Klub              | Szezon         | League         | League | League | Kup   | Kup   | Európai | Európai | Egyéb | Egyéb | Összesen | Összesen |
| Klub              | Szezon         | Bajnokság      | Mérk.  | Gólok  | Mérk. | Gólok | Mérk.   | Gólok   | Mérk. | Gólok | Mérk.    | Gólok    |
| ----------------- | -------------- | -------------- | ------ | ------ | ----- | ----- | ------- | ------- | ----- | ----- | -------- | -------- |
| København         | 2008–09        | Dán Superliga  | —      | —      | 2     | 0     | —       | —       | —     | —     | 2        | 0        |
| København         | 2009–10        | Dán Superliga  | 9      | 0      | 3     | 0     | 3       | 1       | —     | —     | 12       | 1        |
| København         | 2010–11        | Dán Superliga  | 16     | 1      | 2     | 0     | 2       | 0       | —     | —     | 20       | 1        |
| København         | 2011–12        | Dán Superliga  | 19     | 1      | 1     | 0     | 7       | 0       | —     | —     | 27       | 1        |
| København         | 2012–13        | Dán Superliga  | 21     | 1      | 3     | 0     | 8       | 0       | —     | —     | 32       | 1        |
| København         | 2013–14        | Dán Superliga  | 32     | 3      | 5     | 0     | 6       | 0       | —     | —     | 43       | 3        |
| København         | 2014–15        | Dán Superliga  | 27     | 2      | 5     | 1     | 10      | 0       | —     | —     | 42       | 3        |
| København         | 2015–16        | Dán Superliga  | 29     | 5      | 5     | 1     | 4       | 0       | —     | —     | 38       | 6        |
| København         | 2016–17        | Dán Superliga  | 19     | 6      | 0     | 0     | 11      | 2       | —     | —     | 30       | 8        |
| København         | Összesen       | Összesen       | 172    | 19     | 26    | 2     | 51      | 3       | 0     | 0     | 249      | 24       |
| Werder Bremen     | 2016–17        | Bundesliga     | 13     | 4      | —     | —     | —       | —       | —     | —     | 13       | 4        |
| Werder Bremen     | 2017–18        | Bundesliga     | 32     | 3      | 4     | 0     | —       | —       | —     | —     | 36       | 3        |
| Werder Bremen     | Összesen       | Összesen       | 45     | 7      | 4     | 0     | 0       | 0       | 0     | 0     | 49       | 7        |
| Borussia Dortmund | 2018–19        | Bundesliga     | 30     | 3      | 2     | 0     | 6       | 0       | —     | —     | 38       | 3        |
| Teljes karrier    | Teljes karrier | Teljes karrier | 247    | 29     | 32    | 2     | 57      | 3       | 0     | 0     | 336      | 34       |

### A válogatottban
| Válogatott | Év       | Pályára lépés | Gól |
| ---------- | -------- | ------------- | --- |
| Dánia      | 2013     | 1             | 0   |
| Dánia      | 2015     | 4             | 0   |
| Dánia      | 2016     | 9             | 0   |
| Dánia      | 2017     | 9             | 4   |
| Dánia      | 2018     | 11            | 0   |
| Dánia      | 2019     | 9             | 1   |
| Dánia      | 2020     | 7             | 0   |
| Dánia      | 2021     | 15            | 2   |
| Dánia      | 2022     | 7             | 0   |
| Összesen   | Összesen | 72            | 7   |

#### Góljai a válogatottban
| # | Időpont             | Helyszín                                                    | Ellenfél      | Gólok | Eredmény | Kiírás               |
| - | ------------------- | ----------------------------------------------------------- | ------------- | ----- | -------- | -------------------- |
| 1 | 2017. szeptember 1. | Parken Stadion, Koppenhága, Dánia                           | Lengyelország | 1–0   | 4–0      | 2018-as VB-selejtező |
| 2 | 2017. szeptember 4. | Vazgen Sargsyan Köztársasági Stadion, Jereván, Örményország | Örményország  | 1–1   | 4–1      | 2018-as VB-selejtező |
| 3 | 2017. szeptember 4. | Vazgen Sargsyan Köztársasági Stadion, Jereván, Örményország | Örményország  | 3–1   | 4–1      | 2018-as VB-selejtező |
| 4 | 2017. szeptember 4. | Vazgen Sargsyan Köztársasági Stadion, Jereván, Örményország | Örményország  | 4–1   | 4–1      | 2018-as VB-selejtező |
| 5 | 2019. szeptember 5. | Victoria Stadion, Gibraltár                                 | Gibraltár     | 4–0   | 6–0      | 2020-as EB-selejtező |
| 6 | 2021. július 3.     | Olimpiai Stadion, Baku, Azerbajdzsán                        | Csehország    | 1–0   | 2–1      | 2020-as EB           |
| 7 | 2021. szeptember 7. | Parken Stadion, Koppenhága, Dánia                           | Izrael        | 4–0   | 5–0      | 2022-es VB-selejtező |

## Sikerei, díjai

### Klubcsapatokban
- København
  - Superligaen – bajnok: 2009–10, 2010–11, 2012–13, 2015–16, 2016–17
  - Dán kupagyőztes: 2011–12, 2014–15, 2015–16, 2016–17

- Borussia Dortmund
  - Német szuperkupagyőztes: 2019
  - Német kupagyőztes: 2020–21

### Egyéb
- Arla’s Talent Award: 2009
- FC København – az év játékosa: 2015, 2016